# Lithobates pueblae
La rana poblana (Lithobates pueblae) es una especie de anfibio anuro perteneciente a la familia Ranidae, endémico en México. Previamente considerada como perteneciente al género Rana. Es una especie endémica del estado de Puebla,México. La palabra Lithobates viene del griego lithos, piedra y bates,  que pisa, es decir significa "que pisa sobre la roca" o "escalador de roca".

## Clasificación y descripción de la especie
Es una rana de la familia Ranidae del orden Anura perteneciente al grupo tarahumarae. Es de talla mediana, los machos alcanzan una longitud de 3.5 a 8.1 cm y las hembras son mayores, de 4.3 a 11 cm. Su cabeza es ancha. Tiene un pliegue evidente arriba y atrás de tímpano. Las extremidades son cortas. La piel es lisa con pocas pústulas. La coloración del cuerpo es café verdoso con manchas oscuras irregulares, el vientre es claro y la región gular tiene pigmentación oscura. 

## Distribución de la especie
Es endémica de México, se conoce solo en la Sierra Norte de Puebla en los alrededores de Huauchinango y Río Nexcapa.

## Ambiente terrestre
Vive en bosque de pino encino, aproximadamente a 1,600 m s. n. m. en bosque de pino encino. Su hábitat natural son las montañas tropicales y subtropicales húmedas y ríos.

## Estado de conservación
Se considera En Peligro de Extinción (Norma Oficial Mexicana 059) y se considera en peligro crítico de extinción en Lista Roja de la UICN, por la pérdida de hábitat.